# Kniha roku Lidových novin 2020
Kniha roku Lidových novin 2020 je 30. ročník od obnovení ankety Lidových novin o nejzajímavější knihu roku. Do ankety jsou také započítány hlasy pro knihy vydané koncem roku 2019. Lidové noviny oslovily kolem 400 respondentů, hlasovalo jich 193. Uzávěrka byla 1. prosince 2019, výsledky vyšly ve speciální příloze novin v sobotu 12. prosince 2020.
V anketě zvítězila kniha Dani Horákové O Pavlovi, kterou autorka napsala o svém manželu Pavlu Juráčkovi.

## Výsledky
1. Daňa Horáková: O Pavlovi – 21 hlasů
2.–3. Jan Novák: Kundera – 17 hlasů
2.–3. Milan Kundera: Slavnost bezvýznamnosti – 17 hlasů
4. Daniel Prokop: Slepé skvrny – 12 hlasů
5. Karin Lednická: Šikmý kostel – 11 hlasů
6. David Storch, Petr Pokorný a kol.: Antropocén – 5hlasů
7.–14. Zdeněk Kratochvíl: Alternativy (dějin) filosofie – 4 hlasy
7.–14. Filip Herza: Imaginace jinakosti – 4 hlasy
7.–14. Václav Černý a Jiří Pelán: Italská renesanční literatura – 4 hlasy
7.–14. Tomáš Petráček a Martin Bedřich: Naděje v dějinách – 4 hlasy
7.–14. Jiří Hájíček: Plachetnice na vinětách – 4 hlasy
7.–14. Martin Hilský: Shakespearova Anglie – 4 hlasy
7.–14. Martin Stöhr: Užitá lyrika – 4 hlasy
7.–14. Jakub Szántó: Z Izrastiny s láskou – 4 hlasy